# Linia U3 metra w Berlinie
Linia U3 metra w Berlinie – linia metra w Berlinie. Linia ma długość 11,9 km i liczy 15 stacji.
Linia przebiega przez następujące dzielnice: Schöneberg, Charlottenburg, Wilmersdorf, Dahlem oraz Zehlendorf.